# Lago di San Domenico
Il lago di San Domenico è un lago artificiale sito nel comune di Villalago in provincia dell'Aquila, nei pressi dell'eremo di San Domenico.
L'immissario principale è il Sagittario, che è anche l'emissario sgorgante dalla diga. Vi sono anche immissari minori, come le cascatelle della sorgente Sega ed il fiumiciattolo di Prato Cardoso che si immette carsicamente nel lago: quest'ultimo è un corso d'acqua occasionale spesso a regime torrentizio creato dalle piogge o dallo scioglimento delle nevi.
Fa parte delle gole del Sagittario e della riserva naturale guidata Gole del Sagittario.

## Storia
Prende origine da una diga completata nel 1929 per conto delle Ferrovie dello Stato per convertire la linea Roma-Sulmona alla trazione elettrica. Le acque del lago, mediante una condotta forzata lunga 6 km prevalentemente scavata nella roccia, alimentano la centrale idroelettrica del Sagittario, situata a valle di Anversa.
La costruzione della diga ha comportato la necessità di realizzare una variante della strada che costeggia il lago, il cui tracciato originario è stato sommerso dalle acque e riemerge parzialmente nei periodi di magra. Inoltre è stato costruito un ponte per l'accesso all'eremo di San Domenico in sostituzione del preesistente, i cui resti sono visibili nei periodi di magra al di sotto del ponte.

## Ambiente

### Flora
La flora è la stessa del parco nazionale d'Abruzzo, Lazio e Molise.

### Fauna

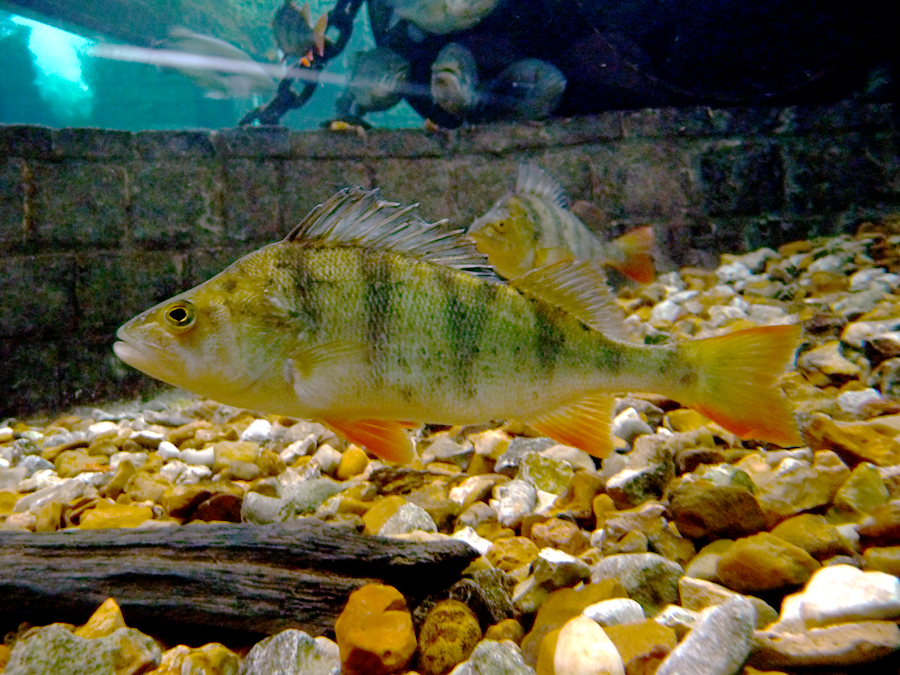
Pesce persico

L'avifauna è composta da germani reali, aquile ed uccelli presenti nel parco nazionale d'Abruzzo, Lazio e Molise. L'ittiofauna è composta da persici, persici trota, coregoni e trote anche della varietà salmonata. Nei dintorni vi sono mammiferi quali ghiri, lupi appenninici, moscardini, orsi bruni marsicani, scoiattoli e volpi.

## Luoghi di interesse

### Eremo di San Domenico

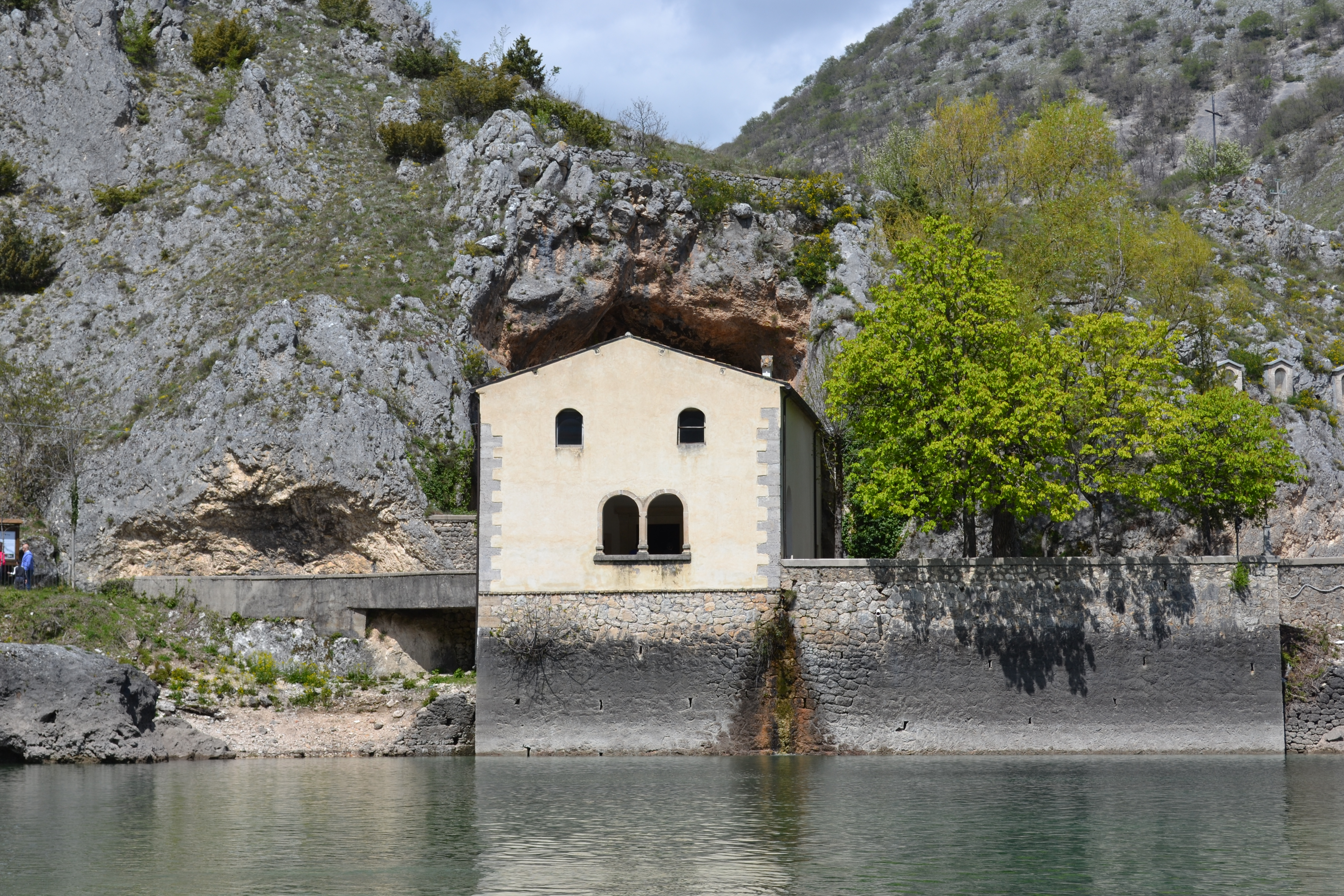
Eremo di San Domenico

L'eremo di San Domenico è una piccola chiesa, situata nel territorio del comune di Villalago, nella valle del Sagittario, sulla riva dell'omonimo lago di San Domenico.